# Championnat du monde féminin de rink hockey 2008
Navigation
Championnat du monde féminin 2006 Championnat du monde féminin 2010
La 9e édition du championnat du monde de rink hockey féminin se déroule du 5 au 11 octobre 2008, à Yurihonjō au Japon.
Cette édition est remportée par l'Espagne, qui remporte ainsi son 4e trophée mondial.

## Équipes
Les équipes nationales engagées dans cette édition 2008 ont été d'abord réparties dans quatre groupes.
| Groupe A       |
| -------------- |
| Chili          |
| Angleterre     |
| Afrique du Sud |

| Groupe B   |
| ---------- |
| Espagne    |
| États-Unis |
| Inde       |

| Groupe C  |
| --------- |
| Argentine |
| Allemagne |
| Macao     |

| Groupe D |
| -------- |
| Portugal |
| France   |
| Japon    |

## Calendrier

### Phase de poules

#### Groupe A
| Rang | Équipe         | Pts | J | G | N | P | Bp | Bc | Diff |  | Résultats      |  |     |     |
| ---- | -------------- | --- | - | - | - | - | -- | -- | ---- |  | -------------- |  | --- | --- |
| 1    | Chili          | 6   | 2 | 2 | 0 | 0 | 18 | 0  | +18  |  | Chili          |  | 9-0 | 9-0 |
| 2    | Angleterre     | 3   | 2 | 1 | 0 | 1 | 5  | 10 | -5   |  | Angleterre     |  |     | 5-1 |
| 3    | Afrique du Sud | 0   | 2 | 0 | 0 | 2 | 1  | 14 | -13  |  | Afrique du Sud |  |     |     |

#### Groupe B
| Rang | Équipe     | Pts | J | G | N | P | Bp | Bc | Diff |  | Résultats  |  |     |      |
| ---- | ---------- | --- | - | - | - | - | -- | -- | ---- |  | ---------- |  | --- | ---- |
| 1    | Espagne    | 6   | 2 | 2 | 0 | 0 | 20 | 2  | +18  |  | Espagne    |  | 7-1 | 13-1 |
| 2    | États-Unis | 3   | 2 | 1 | 0 | 1 | 11 | 8  | +3   |  | États-Unis |  |     | 10-1 |
| 3    | Inde       | 0   | 2 | 0 | 0 | 2 | 2  | 23 | -21  |  | Inde       |  |     |      |

#### Groupe C
| Rang | Équipe    | Pts | J | G | N | P | Bp | Bc | Diff |  | Résultats |  |     |      |
| ---- | --------- | --- | - | - | - | - | -- | -- | ---- |  | --------- |  | --- | ---- |
| 1    | Argentine | 4   | 2 | 1 | 1 | 0 | 32 | 0  | +32  |  | Argentine |  | 0-0 | 32-0 |
| 2    | Allemagne | 4   | 2 | 1 | 1 | 0 | 31 | 0  | +31  |  | Allemagne |  |     | 31-0 |
| 3    | Macao     | 0   | 2 | 0 | 0 | 2 | 0  | 63 | -63  |  | Macao     |  |     |      |

#### Groupe D
| Rang | Équipe   | Pts | J | G | N | P | Bp | Bc | Diff |  | Résultats |  |     |      |
| ---- | -------- | --- | - | - | - | - | -- | -- | ---- |  | --------- |  | --- | ---- |
| 1    | Portugal | 6   | 2 | 2 | 0 | 0 | 7  | 1  | +6   |  | Portugal  |  | 4-0 | 3-1  |
| 2    | France   | 3   | 2 | 1 | 0 | 1 | 11 | 5  | +6   |  | France    |  |     | 11-1 |
| 3    | Japon    | 0   | 2 | 0 | 0 | 2 | 2  | 14 | -12  |  | Japon     |  |     |      |

### Phase finale

#### Tableau final
|  | Quarts de finale | Quarts de finale |                 |                 | Demi-finales           | Demi-finales           |   |  | Finale          | Finale          |
|  | Quarts de finale | Quarts de finale |                 |                 | Demi-finales           | Demi-finales           |   |  | Finale          | Finale          |
|  |                  |                  |                 |                 |                        |                        |   |  |                 |                 |
|  | 9 octobre 2008   | 9 octobre 2008   |                 |                 | 10 octobre 2008        | 10 octobre 2008        |   |  | 11 octobre 2008 | 11 octobre 2008 |
|  | 9 octobre 2008   | 9 octobre 2008   |                 |                 | 10 octobre 2008        | 10 octobre 2008        |   |  | 11 octobre 2008 | 11 octobre 2008 |
|  | Chili            | 1                |                 |                 | 10 octobre 2008        | 10 octobre 2008        |   |  | 11 octobre 2008 | 11 octobre 2008 |
|  | Chili            | 1                |                 |                 | 10 octobre 2008        | 10 octobre 2008        |   |  | 11 octobre 2008 | 11 octobre 2008 |
|  | États-Unis       | 2                |                 |                 | 10 octobre 2008        | 10 octobre 2008        |   |  | 11 octobre 2008 | 11 octobre 2008 |
|  | États-Unis       | 2                | États-Unis      | 1               |                        |                        |   |  | 11 octobre 2008 | 11 octobre 2008 |
|  | 9 octobre 2008   |                  | États-Unis      | 1               |                        |                        |   |  | 11 octobre 2008 | 11 octobre 2008 |
|  |                  | Portugal         | 9               |                 |                        |                        |   |  | 11 octobre 2008 | 11 octobre 2008 |
|  | Portugal         | Portugal         | 9               | 3               |                        |                        |   |  | 11 octobre 2008 | 11 octobre 2008 |
|  | Portugal         |                  |                 | 3               |                        |                        |   |  | 11 octobre 2008 | 11 octobre 2008 |
|  | Allemagne        | 2                |                 |                 |                        |                        |   |  | 11 octobre 2008 | 11 octobre 2008 |
|  | Allemagne        | 2                | Portugal        | 1               |                        |                        |   |  |                 |                 |
|  | 9 octobre 2008   |                  | Portugal        | 1               |                        |                        |   |  |                 |                 |
|  |                  | Espagne          | 3               |                 |                        |                        |   |  |                 |                 |
|  | Espagne          | Espagne          | 3               | 13              |                        |                        |   |  |                 |                 |
|  | Espagne          | 10 octobre 2008  |                 | 13              |                        |                        |   |  |                 |                 |
|  | Angleterre       | 0                |                 |                 |                        |                        |   |  |                 |                 |
|  | Angleterre       | 0                | Espagne         | 2               |                        |                        |   |  |                 |                 |
|  | 9 octobre 2008   | 9 octobre 2008   | Espagne         | 2               | Match pour la 3e place | Match pour la 3e place |   |  |                 |                 |
|  | 9 octobre 2008   | 9 octobre 2008   |                 | Argentine       | Match pour la 3e place | Match pour la 3e place | 1 |  |                 |                 |
|  | Argentine        | 3                | 11 octobre 2008 | 11 octobre 2008 |                        |                        | 1 |  |                 |                 |
|  | Argentine        | 3                | 11 octobre 2008 | 11 octobre 2008 |                        |                        |   |  |                 |                 |
|  | France           | 2                |                 | États-Unis      | 1                      |                        |   |  |                 |                 |
|  | France           | 2                |                 | États-Unis      | 1                      |                        |   |  |                 |                 |
|  |                  |                  |                 |                 |                        |                        |   |  | Argentine       | 8               |
|  |                  |                  |                 |                 |                        |                        |   |  | Argentine       | 8               |

#### Classement 5 à 8
|  | Match de classement | Match de classement |                        |   | Match pour la 5e place | Match pour la 5e place |
|  | Match de classement | Match de classement |                        |   | Match pour la 5e place | Match pour la 5e place |
|  |                     |                     |                        |   |                        |                        |
|  | 10 octobre 2008     | 10 octobre 2008     |                        |   | 11 octobre 2008        | 11 octobre 2008        |
|  | 10 octobre 2008     | 10 octobre 2008     |                        |   | 11 octobre 2008        | 11 octobre 2008        |
|  | Chili               | 2                   |                        |   | 11 octobre 2008        | 11 octobre 2008        |
|  | Chili               | 2                   |                        |   | 11 octobre 2008        | 11 octobre 2008        |
|  | Allemagne           | 1                   |                        |   | 11 octobre 2008        | 11 octobre 2008        |
|  | Allemagne           | 1                   | Chili                  | 1 |                        |                        |
|  | 10 octobre 2008     |                     | Chili                  | 1 |                        |                        |
|  |                     | France              | 7                      |   |                        |                        |
|  | Angleterre          | France              | 7                      | 0 |                        |                        |
|  | Angleterre          |                     |                        | 0 |                        |                        |
|  | France              | 8                   |                        |   |                        |                        |
|  | France              | 8                   | Match pour la 7e place |   |                        |                        |
|  |                     |                     |                        |   |                        |                        |
|  | 11 octobre 2008     |                     |                        |   |                        |                        |
|  |                     |                     |                        |   |                        |                        |
|  | Allemagne           | 8                   |                        |   |                        |                        |
|  | Allemagne           | 8                   |                        |   |                        |                        |
|  | Angleterre          | 0                   |                        |   |                        |                        |
|  | Angleterre          | 0                   |                        |   |                        |                        |

#### Classement 9 à 12
| Rang | Équipe         | Pts | J | G | N | P | Bp | Bc | Diff |  | Résultats      |  |     |     |      |
| ---- | -------------- | --- | - | - | - | - | -- | -- | ---- |  | -------------- |  | --- | --- | ---- |
| 9    | Japon          | 9   | 3 | 3 | 0 | 0 | 29 | 0  | +29  |  | Japon          |  | 4-0 | 3-0 | 22-0 |
| 10   | Inde           | 6   | 3 | 2 | 0 | 1 | 12 | 4  | +8   |  | Inde           |  |     | 5-0 | 7-0  |
| 11   | Afrique du Sud | 3   | 3 | 1 | 0 | 2 | 5  | 8  | -3   |  | Afrique du Sud |  |     |     | 5-0  |
| 12   | Macao          | 0   | 3 | 0 | 0 | 3 | 0  | 34 | -34  |  | Macao          |  |     |     |      |

## Classement final
| Pl. | Équipe     |
| --- | ---------- |
| 1   | Espagne    |
| 2   | Portugal   |
| 3   | Argentine  |
| 4   | États-Unis |
| 5   | France     |
| 6   | Chili      |
| 7   | Allemagne  |
| 8   | Angleterre |